# Сіракава (Ґіфу, Міно)

35°34′56″ пн. ш. 137°11′18″ сх. д. / 35.58222° пн. ш. 137.18833° сх. д.
Сірака́ва (яп. 白川町, しらかわちょう, МФА: [ɕiɾakawa t͡ɕoː]) — містечко в Японії, в повіті Камо префектури Ґіфу. Станом на 1 квітня 2009 площа містечка становила 237,89 км². Станом на 1 липня 2011 населення містечка становило 9356 осіб.